# Alfred Kučevskij
Alfred Kučevskij (rusky:Альфред Иосифович Кучевский) (17. května 1931, Moskva – 15. května 2000, Moskva) byl sovětský reprezentační hokejový obránce. Je členem Ruské a sovětské hokejové síně slávy (od roku 1954).
S reprezentací Sovětského svazu získal jednu zlatou olympijskou medaili (1956) a dále jednu bronzovou medaili (1960). Dále je držitelem jednoho zlata (1954) a dvě stříbra (1955 a 1958) z MS.